# Svikt

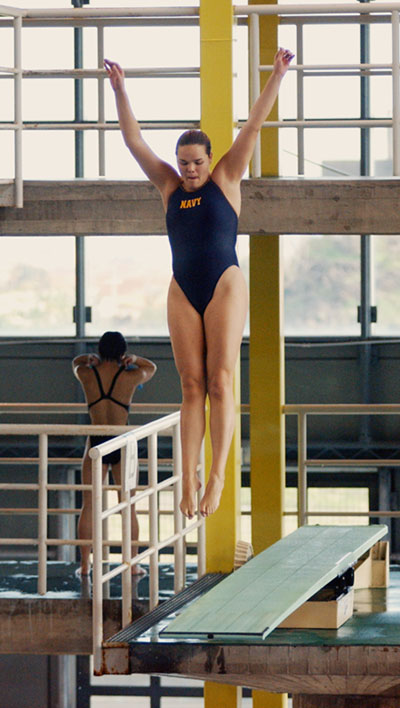
Svikt

En svikt, även kallad trampolin, är en fjädrande bräda som används för simhopp. Trampolinen kan vara fäst vid ett hopptorn eller på kanten till en simbassäng. Svikters höjd är i huvudsak antingen 1 eller 3 meter – medan fasta plattformar/hopptorn finns av höjden 1, 3, 5, 7½ och 10 meter.